# Championnes à tout prix
Championnes à tout prix (Make It or Break It) est une série télévisée américaine en 48 épisodes de 42 minutes créée par Holly Sorensen et diffusée entre le 22 juin 2009 et le 14 mai 2012 sur ABC Family. Au Canada, les 2 premières saisons ont été diffusées sur MuchMusic et la troisième saison sur ABC Spark. La série parle de la vie de gymnastes de haut niveau visant à participer aux jeux olympiques de 2012.
En France et en Belgique, la série est diffusée depuis le 31 mars 2010 sur Orange Cinéma Séries Happy et depuis l'été 2011 sur Gulli ; au Québec, elle est diffusée depuis le 24 août 2010 sur VRAK.TV.

## Synopsis
L'histoire se passe à Boulder, une petite ville du Colorado (États-Unis). Le décor principal est le complexe de gymnastique artistique le "Rocky Mountain", un club où s'entraînent les meilleures gymnastes du pays, notamment motivées par la perspective des Jeux olympiques. Ces gymnastes ont environ 16 ans ; malgré leur âge, elles ont déjà un rythme de vie plutôt soutenu. L'arrivée dans ce club d'une nouvelle gymnaste, Emily Kmetko, recrutée pour ses performances très techniques et énergiques, va bouleverser le cours des choses. Entre coups bas et mensonges, en passant par les trahisons et coups de cœur amoureux, la compétition ne se limitera pas qu'aux agrès. La vie de Payson, Kaylie, Lauren et Emily se jouera sur le praticable et en dehors du gymnase.

## Fiche technique
- Titre original : Make It or Break It
- Création : Holly Sorensen
- Production : Steve Miner
- Sociétés de production : Super Delicious! (pilote), Pirates' Cove Entertainment, ProdCo Original (saison 1), Hollycake (saison 2), ABC Family Original Productions

## Distribution

### Acteurs principaux
- Ayla Kell (VFB : Laëtitia Liénart) : Payson Keeler
- Chelsea Hobbs (VFB : Marcha Van Boven) : Emily Kmetko (saisons 1 et 2)
- Josie Loren (VFB : Maia Baran) : Kaylie Cruz
- Cassie Scerbo (VFB : Tania Garbarski) : Lauren Tanner
- Nicole Anderson (VFB : Audrey d'Hulstère) : Kelly Parker
- Susan Ward (VFB : Dominique Wagner) : Chloé Kmetko (saisons 1 et 2)
- Candace Cameron Bure (VFB : Nathalie Hugo): Summer Van Horn
- Peri Gilpin (VFB : Colette Sodoyez) : Kim Keeler
- Neil Jackson (VFB : Bruno Mullenaerts) : Sasha Belov
- Chelsea Tavares (VFB : Mélanie Dermont) : Jordan Randall (saison 3 uniquement)

### Acteurs récurrents
- Rosa Blasi (VFB : Nathalie Stas) : Ronnie Cruz
- Jason Manuel Olazabal (VFB : Martin Spinhayer) : Alex Cruz
- Brett Cullen (VFB : Franck Dacquin) : Mark Keeler
- Anthony Starke (VFB : Lionel Bourguet) : Steve Tanner
- Zane Holtz (VFB : Sébastien Hébrant) : Austin Tucker (saisons 2 et 3)
- Johnny Pacar (VFB : Antoni Lo Presti) : Damon Young (saisons 1 et 2)
- Zachary Burr Abel (VFB : Frédéric Meaux) : Carter Anderson (saisons 1 et 2)
- Nico Tortorella (VFB : Gauthier de Fauconval) : Ruseul
- Cody Longo (VFB : Stéphane Pelzer) : Nicky Russo (saison 1)
- Marcus Coloma (VFB : David Macaluso) : Leo Cruz (saison 1)
- Dondre Whitfield (en) : Coach McIntire (saison 3)
- Wyatt Smith (VFB : Alessandro Bevilacqua) : Brian Kmetko (saison 1 et 2)
- Mia Rose Frampton (en) (VFB : Aaricia Dubois) : Becca Keeler (saisons 1 et 2)
- Erik Palladino (VFB : Mathieu Moreau) : Marty Walsh
- Marsha Thomason (VFB : Delphine Moriau) : MJ Martin
- Michelle Clunie (VFB : Patricia Rossano) : Ellen Beals
- Kathy Najimy : Sheila Baboyon / la mère de Kelly Parker (saisons 2 et 3)
- Sean Maher : Marcus (saisons 2 et 3)
- Bre Blair : Annie (saison 3)

### Invités
- Erin Sossamon : Tessa Grande
- Alice Greczyn : Maeva
- Joshua Bowman (VFB : Maxime Donnay) : Max
- Tiya Sircar : Morgane Webster
- Andrew James Allen (VFB : Pierre Lognay) : Ike
- Tracey Fairaway : Eser
- Tom Maden : Rigo
- Amanda Leighton : Wendy Capshaw
- Brianne Tju : Genji Cho (gymnaste chinoise)
- Clint Jung : le coach de Chine
- Monica Bugajski : Ivanka Kirilenko (gymnaste russe)
- Mark Kubr : le coach de Russie
- Parisa Fakhri (en) : Dr Eileen Curtis
- Marina Sirtis : Dr Anna Kleister
- Trent Garrett (en) : Brad
- Jeanette Brox : Suzie
- Sandy Martin : Marge

- Version française
  - Société de doublage : Dubbing Brothers - Belgique[2]
  - Direction artistique : Alice Ley[2]
  - Adaptation des dialogues : Marc Séclin[2]

Source V. F. : Doublage Séries Database

## Épisodes

### Première saison (2009-2010)
1. Les Sélections (Pilot)
2. Sans Marty (Where's Marty ?)
3. Le Nouveau Coach (Blowing Off Steam)
4. Règlement de comptes (Sunday, Bloody Sasha, Sunday)
5. Le Défilé (Like Mother, Like Daughter, Like Supermodel)
6. Entre Rock et Denver (Between a Rock and a Hard Place)
7. Cours, Emily, cours ! (Run, Emily, Run)
8. Trahison (All's Fair In Love, War and Gymnastics)
9. Vérités (Where's Kaylie?)
10. Les Nationales (All That Glitters)
11. La Prochaine Étape (The Eleventh Hour)
12. Nouvelle Direction (Follow The Leader)
13. California Girls (California Girls)
14. Rester soi-même (Are We Having Fun Yet?)
15. La Saint-Valentin (Loves Me, Loves Me Not)
16. Le Bal de fin d'année (Save the Last Dance)
17. Amour et Trahisons (Hope and Faith)
18. La Grande Muraille (The Great Wall)
19. La Peur au ventre (The Only Thing We Have to Fear)
20. Harmonie retrouvée (Are We Family?)

### Deuxième saison (2010-2011)
Le 12 janvier 2010, ABC Family a renouvelé la série pour une deuxième saison, dont la diffusion a débuté le 28 juin 2010.
1. Ennemis intimes (Friends Close, Enemies Closer)
2. Tout ou rien (All or Nothing)
3. La Guerre des agrès (Battle of the Flexes)
4. Le Prix de la popularité (And the Rocky Goes To)
5. Le Vol du cygne (I Won't Dance, Don't Ask Me)
6. Perte de contrôle (Party Gone Out of Bounds)
7. Luttes d'influence (What Are You Made Of ?)
8. Le Niveau le plus bas (Rock Bottom)
9. Si seulement… (If Only…)
10. Dernière Ligne droite (At the Edge of the Worlds)
11. Sous surveillance (The New Normal)
12. Être libre (Free People)
13. Solidarité entre amis (The Buddy System)
14. Le Choix de vivre (Life Or Death)
15. Voyage de cœur (Hungary Heart)
16. Requiem pour un rêve (Requiem For A Dream)
17. Reste fidèle à toi-même (To Thine Own Self Be True)
18. Chacun pour soi (Dog Eat Dog)
19. Le Dessous des cartes (What Lies Beneath)
20. Le Grand Jour (Worlds Apart)

### Troisième saison (2012)
Le 16 septembre 2011, ABC Family a renouvelé la série pour une troisième saison dont la diffusion a débuté le 26 mars 2012.
1. Savoir dire adieu au Rock (Smells Like Winner)
2. Les deux font la paire (It Takes Two)
3. La Confiance avant tout (Time is of the Essence)
4. Honneur aux parents (Growing Pains)
5. Les Éliminatoires (Dream On)
6. Dans le silence, l'univers te répondra (Listen To The Universe)
7. Secrets et Secondes Chances (Truth Be Told)
8. L'Équipe olympique américaine (United Stakes)

## Personnages

### Personnages principaux

#### Kaylie Cruz
| 1. Personnage | Actrice     | Saison 1    | Saison 2    | Saison 3   | Première apparition |
| ------------- | ----------- | ----------- | ----------- | ---------- | ------------------- |
| Kaylie Cruz   | Josie Loren | 20 épisodes | 20 épisodes | 8 épisodes | Les Sélections      |

Fille d'un ancien joueur de baseball et d'une chanteuse, Kaylie est émotive, pas très confiante, désobéissante et elle se remet souvent en cause. Elle n'est pas disciplinée quand il s'agit fréquenter quelqu'un au moment des entraînements importants (règle d'or au Rock). Plus intéressée par l'amour que par la gymnastique, elle fait toutefois partie des meilleures gymnastes du club. Elle est également fidèle, repoussant Damon en lui disant qu'elle ne peut pas faire ça à Emily lorsqu'ils s'embrassent. Kaylie fréquentait ainsi Carter Anderson depuis un an et serait prête à tout pour lui. Elle est aussi très influençable, mais de moins en moins depuis que Lauren, sa meilleure amie, lui a avoué qu'elle a eu une relation avec Carter. Aux Nationales, malgré sa rupture avec Carter, elle obtient la médaille d'or et prend également la couronne de Kelly Parker. Carter essaie en vain de la reconquérir, et lorsque Kaylie décide de donner une seconde chance à Carter, il est trop tard : il a choisi Lauren. À la fin la première saison, Kaylie a prouvé son talent et sa force en battant Jengi Cho à la poutre lors de la rencontre du Rocky Mountain et de l'équipe nationale chinoise. Elle décide de rester célibataire pour pouvoir ainsi se concentrer sur la gymnastique. Elle commence un entraînement rigoureux et devient anorexique pour réussir un saut que Jengi Cho seule sait faire, mais lors des sélections pour les Mondiaux, elle ne réussit pas le saut et perd connaissance en tombant de la poutre. Cela met entre parenthèses sa carrière de gymnaste professionnelle. Elle reçoit le soutien d'Austin Tucker, star de gymnastique masculine, et sort avec lui. Elle chante quelques chansons avec Damon, qui l'a beaucoup aidée et soutenue pendant ces moments difficiles. Elle l'a aussi embrassé quand ils enregistraient des chansons dans le studio d'enregistrement chez elle. Malgré son anorexie, elle reprend la gymnastique lors des derniers épisodes de la saison 2 et réussit à récupérer sa place pour les championnats du monde avec l'aide d'Austin. Lors de la saison 3, elle sera encore très proche de Lauren qui aura des problèmes de santé. Elle se remet avec Austin à la fin de la série. Elle est aussi la seule fille principale à être restée vierge. Lors des derniers éliminatoires, elle est accusée de dopage à tort puisque c'est Wendy Capshaw qui l'aura dopée à son insu à l'aide de smoothies. Mais c'est sans compter l'aide de son amie Laureen pour réussir à prouver que c'est Wendy qui l'a dopée. Ainsi, elle est dans l'équipe des JO de 2012. 

#### Payson Keeler
| Personnage    | Actrice   | Saison 1    | Saison 2    | Saison 3   | Première apparition |
| ------------- | --------- | ----------- | ----------- | ---------- | ------------------- |
| Payson Keeler | Ayla Kell | 20 épisodes | 20 épisodes | 8 épisodes | Les Sélections      |

Payson est une fille honnête, forte, courageuse, déterminée et perfectionniste. Elle vient également d'un milieu modeste, contrairement à Kaylie et à Lauren. Son seul but : devenir championne olympique aux Jeux de 2012. Toute sa vie est donc centrée sur la gymnastique. Elle se considère athlète avant tout et son esprit l'amène à devenir capitaine. Payson est l'une des concurrentes principales de Kelly Parker. Elle la bat lors de la rencontre entre le Rock et Denver. Plus tard, Payson participe aux nationales, elle est sur la bonne voie pour être championne nationale mais sur la dernière étape elle chute brutalement des barres asymétriques. Payson doit alors surmonter les séquelles d'un dos cassé lors de la première saison et ainsi laisser tomber sa passion et son rêve d'aller aux Jeux olympiques. Elle éprouve de la jalousie et de la colère lorsque son amie Kaylie remporte la médaille d'or, car c'est elle qui l'aurait sûrement gagnée si elle ne s'était pas blessée. Elle reçoit beaucoup de soutien de sa famille qui fait tout pour qu'elle ait une vie d'adolescente normale et grandisse en oubliant la gymnastique. Mais c’est sans compter sur un médecin qui lui propose une alternative pour son dos qui pourra la ramener à la gymnastique. Payson, autorisée à reprendre la gymnastique, a peur. C’est lors de la rencontre entre le Rock et l'équipe chinoise de gymnastique que Payson remplace Laureen blessée sur les barres. Elle demande une dérogation au comité national pour réintégrer l'équipe nationale lors de la saison 2. Cependant, son coach lui déconseille. Sa dérogation est malheureusement refusée. Son entraîneur, Sasha Belov, lui donne par la suite l'espoir d'une seconde vie en gymnastique : être gymnaste artistique. Recommencer à zéro est l'épreuve la plus dure pour Payson. Au début, elle est complètement perturbée, mais son coach l'emmène voir un ballet de danse classique. Lors des sélections pour l'équipe nationale son coach l'amène et demande au comité de la regarder. Elle est la sixième et dernière membre de l'équipe pour les Mondiaux par mention spéciale. Depuis, elle est passionnée et travaille dur pour devenir une grande gymnaste artistique. Elle perd sa virginité lors de la saison 3 avec Riggo. Elle est très ambitieuse mais apprend à se lâcher un peu plus à chaque saison. À la fin de la série elle est toujours avec Riggo, ce dernier faisant partie de l'équipe américaine de BMX. Payson intègre l'équipe des JO de 2012.

#### Emily Kmetko
| Personnage   | Actrice       | Saison 1    | Saison 2    | SAISON 3  | Première apparition | Dernière apparition  |
| ------------ | ------------- | ----------- | ----------- | --------- | ------------------- | -------------------- |
| Emily Kmetko | Chelsea Hobbs | 20 épisodes | 16 épisodes | 0 épisode | Les sélections      | Requiem pour un rêve |

Emily est nouvelle au club de gymnastique The Rock Mountain. Elle a été repérée par Marty qui l'a recrutée après l'avoir vue dans son club d'origine à Fresno. En complément de ses entraînements de gymnastique, elle travaille le soir et le week-end au Pizza Shack pour aider sa famille financièrement. Là-bas, elle tombe amoureuse de son collègue de travail Damon, un parolier en herbe. Emily devient membre de l'équipe nationale et, plus tard, elle est choisie pour intégrer l'équipe qui ira aux Mondiaux. Mais sa carrière est compromise quand elle est arrêtée pour avoir volé des médicaments pour son frère. De là, s'enchaînent les coups bas que lui font subir gymnastes et comité olympique pour la faire abandonner. Elle offre sa virginité à Damon avant d'aller à une rencontre de gymnastique en Hongrie. C'est lors d'un test antidopage qu'elle découvre qu'elle est enceinte. Refusant de subir un avortement, elle s'enfuit à Las Vegas, chez sa grand-mère, où elle est suivie par Damon. Elle décide d'abandonner la gymnastique pour s'occuper de son enfant. Elle dit alors adieu à ses rêves de Jeux Olympiques et on ne la revoit pas dans la 3e saison. Emily est une des seules avec Payson à ne pas trahir ses amies du Rock. Elle a un caractère solitaire mais apprend à devenir plus ouverte au fur et à mesure des épisodes.

#### Lauren Tanner
| Personnage    | Actrice       | Saison 1    | Saison 2    | Saison 3   | Première apparition |
| ------------- | ------------- | ----------- | ----------- | ---------- | ------------------- |
| Lauren Tanner | Cassie Scerbo | 19 épisodes | 20 épisodes | 8 épisodes | Les Sélections      |

Lauren, surnommée « la Reine de la poutre » en raison de son haut niveau dans cet agrès, est la mauvaise fille du club. Abandonnée par sa mère toxicomane à l'âge de huit ans, Lauren est élevée par son père, qui est très occupé par la gestion de la carrière de sa fille. On apprendra par la suite que sa mère est décédée lors de la saison 2. Lauren est arrogante, têtue, manipulatrice, menteuse et prétentieuse, mais elle montre parfois un autre aspect de sa personnalité plus sympathique, affectueux, voire sensible. Elle a un fort esprit de compétition, qui peut s'avérer plutôt malsain. Elle est amie avec Payson et Kaylie mais ne s'entend pas bien avec Emily. Son amitié avec Kaylie vole en éclats lorsqu'elle perd sa virginité avec Carter, le petit ami de cette dernière. Cependant, elles se réconcilient dans l'épisode 13 de la saison 1. Elle décide d'héberger Carter dans son grenier, ce qui les rapproche. Carter finit même par choisir Lauren à la place de Kaylie. Lauren arrive 4e des nationales lors de la saison 1 et intègre donc l'équipe nationale. Durant la saison 2, Lauren fréquente donc Carter en secret malgré sa querelle avec Kaylie. Cependant, Carter et Lauren rompent lorsque cette dernière vole la routine au sol d'Emily, et Carter part à Denver. Lauren est sélectionnée dans la saison 2 pour intégrer l'équipe des Mondiaux. Puis dans la saison 3, elle présentera quelques problèmes, qui sont en fait des problèmes cardiaques. D'abord jugée inapte à la pratique de la gymnastique, Payson réussit à convaincre un médecin qui a une solution alternative à une opération à cœur ouvert. Elle peut donc reprendre la pratique de la gymnastique sous contrôle. Elle réussit à intégrer l'équipe olympique de 2012.

#### Jordan Randall
| Personnage     | Actrice         | Saison 1   | Saison 2   | Saison 3   | Première apparition       |
| -------------- | --------------- | ---------- | ---------- | ---------- | ------------------------- |
| Jordan Randall | Chelsea Tavares | 0 épisodes | 0 épisodes | 8 épisodes | Savoir dire adieu au Rock |

Jordan apparaît la première fois dans la saison 3, alors qu'elle veut à tout prix entrer dans le bâtiment qui permet de faire les JO. Elle ne connait pas ses vrais parents et n'arrête pas de changer de foyer, elle a un lapin blanc. Le coach décide finalement de lui donner une chance. Elle a créé son propre mouvement, qu'elle refuse pourtant de faire. On apprend dans l'épisode 7 qu'elle a été violée par le coach qu'elle avait avec Kaylie, bien avant les nationales de la saison 1. Jordan se réconcilie avec Kaylie, et elle intègre l'équipe des JO de 2012 en faisant une sortie en triple arrière aux barres. 

### Personnages secondaires

#### Carter Anderson
| Personnage      | Acteur            | Saison 1    | Saison 2             | Première apparition |
| --------------- | ----------------- | ----------- | -------------------- | ------------------- |
| Carter Anderson | Zachary Burr Abel | 20 épisodes | quelques apparitions | Les Sélections      |

Carter est un gymnaste masculin du Rock. Il est le copain de Kaylie pendant un an, au début de la série. En effet, malgré les règles du club interdisant le flirt, il fréquente en secret Kaylie. Mais lors d'une soirée où Kaylie et Carter se sont disputés, Lauren perd sa virginité avec lui. Il le cache à Kaylie, en agissant comme si rien ne s'était passé. Il offre même à Kaylie le médaillon de sa défunte mère. Cependant, Lauren, folle amoureuse de Carter, dévoile, à l'insu de Kaylie, la relation de celle-ci avec Carter. Lorsque Kaylie rompt définitivement avec Carter, celui-ci a été expulsé de sa maison et est forcé d'habiter dans le grenier de Lauren. Ils sortent ensemble mais finissent par rompre. Carter se fait renvoyer du Rock et entre en formation à Denver. 

#### Damon Young
| Personnage  | Acteur       | Saison 1    | Saison 2   | Première apparition |
| ----------- | ------------ | ----------- | ---------- | ------------------- |
| Damon Young | Johnny Pacar | 14 épisodes | 9 épisodes | Le Nouveau Coach    |

Damon est le meilleur ami de Russell. Il le remplace au "Pizza Shack" où il travaille avec Emily. Il sort avec Emily dans l'épisode 10 de la saison 1, mais après leur relation ne dure pas très longtemps. Dans l'épisode 15, le jour de la Saint-Valentin, Damon se retrouve en prison et c'est là qu'Émilie découvre qu'il était à Bolder depuis longtemps et pas à Los Angeles pour accepter des contacts de disque. Il a une grande peur de chanter en public, mais cela se termine dans l'épisode 20 de la saison 1. Mais dans la saison 2, Emily quitte sa relation avec Damon à cause des règlements de la fédération de la gymnastique. Mais pendant le temps où Emily n'était pas là, Damon a commencé à terminer son album chez Kaylie. Après plusieurs pratiques et discussions avec Kaylie, Damon craque totalement pour Kaylie et décide de l'embrasser mais Kaylie ne veut pas de son amour vu qu'elle ne veut pas trahir une amie. Il a perdu sa virginité avec Emily, mais il ne savait pas se protéger et du coup Emily est tombée enceinte. Damon ne voulait pas de ce bébé, mais quand il a appris qu'Emily était partie Kaylie a voulu qu'il aille avec elle. Damon la retrouve. On ne les a jamais revus dans la saison 3.

#### Austin Tucker
| Personnage    | Acteur     | Saison 2    | Saison 3   | Première apparition |
| ------------- | ---------- | ----------- | ---------- | ------------------- |
| Austin Tucker | Zane Holtz | 14 épisodes | 5 épisodes | Tout ou rien        |

Austin Tucker est un médaillé d'or olympique. Compte tenu de sa réputation, Emily et les autres filles ne l'aiment pas, mais Austin sauve Emily quand elle est coincée dans une gare française. Ils commencent alors à se lier d'amitié. Austin rejoint l'équipe du Rock et commence à s'entraîner, au grand désarroi de Kaylie. Austin tente alors de rénover le gymnase à son goût, en commençant une guerre totale entre les garçons et les filles. Au fil du temps, la jalousie de Kaylie grandit quand elle pense qu'Emily et Austin sont trop proches. Austin invite les filles à une fête dans sa maison du lac. Malgré les arguments de Kaylie, les filles finissent par y aller, et, durant la fête, Kaylie et Austin s'embrassent. Leur relation devient très compliquée avec l'amour et la jalousie combinés. Lorsque Kaylie commence elle-même à faire un régime drastique et à faire des séances d'entraînement rigoureux, Austin l'avertit de ne pas se pousser trop fort. Il lui raconte que sa sœur est devenue trop maigre et a mis fin à sa carrière de gymnaste. Austin avoue son inquiétude aux parents Kaylie et admet qu'il est fou d'elle. Mais les parents de Kaylie ignorent ses remarques. Après un passage en cure de désintoxication, Kaylie récupère, mais elle n'est pas encore amoureuse d'Austin car elle lui en veut d'avoir parlé à ses parents de son anorexie. Refusant d'abandonner, Austin aide Kaylie avec ses mouvements et elle gagne une place sur l'équipe mondiale en tant que suppléante. Lorsque Payson se blesse, Kaylie prend sa place de titulaire et participe à faire de l'équipe du Rock l'équipe no 1 du pays. Vers la fin de la 3e saison, Austin reçoit l'aide de Kaylie au centre d'entrainement pour les JO, pour son enchaînement au sol. Toutefois, Austin n'est pas retenu dans la sélection et il s'en prend à Kaylie. Cependant ils se remettent ensemble au dernier épisode de la saison 3 (on peut le voir car ils se font un câlin). Ils ne restent donc pas seulement amis.

#### Kelly Parker
| Personnage   | Actrice         | Saison 1 & 2         | Saison 3  | Première apparition |
| ------------ | --------------- | -------------------- | --------- | ------------------- |
| Kelly Parker | Nicole Anderson | quelques apparitions | épisode 8 | Rock contre Denver  |

Kelly Parker est la meilleure gymnaste du club Denver Elite et est la meilleure gymnaste américaine étant arrivée 1re aux dernières nationales. Sa mère est son manager et ne montre aucun signe d'affection envers elle. Au début de la série, elle est jugée comme la rivale principale de Payson. Elle se montre assez provocante et les filles du Rock la considèrent comme une véritable petite peste. Elle intègre l'équipe nationale américaine, et ensuite celle qui participera aux Mondiaux. Aux Mondiaux, elle arrive à nouer de véritables amitiés avec les filles du Rock. Elle est ensuite conviée au USA TC pour la préparation aux jeux olympiques de 2012 mais elle est éliminée aux premiers éliminatoires. Elle vire sa mère en tant que manager et par la suite sa mère devient manager de Wendy Capshow. Pour se consoler, elle va chez son père à la fin de la série 
. 

## Commentaires
- Chelsea Hobbs quitte la série après deux saisons[6].
- ABC Family annule la série à la fin de la saison 3 après les 8 premiers épisodes pour cause de manque d'audience[7].
- Doublures / Cascades : Dans la série, l'ensemble des actrices Ayla Kell (Payson Keeler), Josie Loren (Kaylie Cruz), Cassandra 'Cassie' Scerbo (Lauren Tanner), Chelsea Hobbs (Emily Kmetko), Nicole Anderson (Kelly Parker) etc. sont bien évidemment doublées par des gymnastes féminines de haut niveau, car la production ne pouvait pas se permettre d'avoir des actrices blessées. On pourrait s'attendre à ce qu'il y ait des doublures officielles, il n'en est rien (certainement dû à l'agenda du tournage et des disponibilités des gymnastes). Par conséquent, différentes gymnastes ont doublé nos actrices préférées et ont parfois même doublé plusieurs héroïnes. (Source du lien sur "IMDB - Internet Movie DataBase", rubrique "Series Stunts")[8].
- Derrière la caméra ("behind the scenes"), une petite vidéo (en Version Originale (anglais)) montrant les actrices s'entrainer en gymnastique.  Pour les personnes ne comprenant pas l'anglais et pour résumer la vidéo, certaines actrices avaient plus de facilités que d'autres en fonction de leurs antécédents sportifs. Dans leurs interviews, les actrices disent que leurs entrainements étaient durs et compliqués, mais aussi qu'il leur était interdit de faire des mouvements gymniques difficiles même si elles en avaient envie (dû aux polices d'assurances car il ne fallait pas qu'elles se blessent de toute facon). Elle disent également que leurs doublures gymniques sont quelque part, leurs "heroines". (lien vidéo).

## Audiences en France
Programmée chaque samedi à 19 h 40 sur Gulli au mois de mai 2011 en France, les dix premiers épisodes de la série ont séduit en moyenne 270 000 téléspectateurs, pour 1,7 % de part de marché. Rediffusé l’été suivant chaque lundi soir en prime time, le premier épisode de la série a attiré 291 000 curieux supplémentaires.